# HU-3300
La HU-3300 es una carretera perteneciente a la red provincial de la provincia de Huelva, España, que comunica La Redondela con Pozo del Camino.